# Nick van den Dam
Nick van den Dam (Arnhem, 12 maart 1999) is een Nederlands voetballer die als doelman voor VV DOVO speelt.

## Carrière
Nick van den Dam speelde in de jeugd van VV Eldenia en De Graafschap. In het seizoen 2017/18 speelde hij dertien wedstrijden voor Jong De Graafschap in de Derde divisie Zondag. Na het seizoen 2017/18 werd dit elftal uit de voetbalpiramide gehaald. Vanaf het seizoen 2017/18 is hij ook reservekeeper bij het eerste elftal van De Graafschap. Hij debuteerde voor dit team in de Eerste divisie op 29 november 2020, in de met 3-2 verloren uitwedstrijd tegen FC Eindhoven, bij afwezigheid van eerste doelman Rody de Boer. Ook de wedstrijd erna, een 2-3 winstpartij bij MVV Maastricht, keepte hij. Na terugkeer van De Boer keerde Van den Dam weer terug naar de bank. In het seizoen 2021/22 was hij ook weer reservekeeper, ditmaal achter Hidde Jurjus. In 2022 vertrok hij naar TEC. Sinds 2023 speelt hij voor VV DOVO.

### Statistieken
| Seizoen                      | Club               | Land           | Competitie         | Competitie | Competitie | Beker | Beker | Totaal | Totaal |
| Seizoen                      | Club               | Land           | Competitie         | Wed.       | Dlp.       | Wed.  | Dlp.  | Wed.   | Dlp.   |
| ---------------------------- | ------------------ | -------------- | ------------------ | ---------- | ---------- | ----- | ----- | ------ | ------ |
| 2017/18                      | Jong De Graafschap | Nederland      | Derde divisie Zon. | 13         | 0          | –     | –     | 13     | 0      |
| 2017/18                      | De Graafschap      | Nederland      | Eerste divisie     | 0          | 0          | 0     | 0     | 0      | 0      |
| 2018/19                      | De Graafschap      | Nederland      | Eredivisie         | 0          | 0          | 0     | 0     | 0      | 0      |
| 2019/20                      | De Graafschap      | Nederland      | Eerste divisie     | 0          | 0          | 0     | 0     | 0      | 0      |
| 2020/21                      | De Graafschap      | Nederland      | Eerste divisie     | 2          | 0          | 0     | 0     | 2      | 0      |
| 2021/22                      | De Graafschap      | Nederland      | Eerste divisie     | 0          | 0          | 0     | 0     | 0      | 0      |
| 2022/23                      | SV TEC             | Nederland      | Tweede divisie     | 20         | 0          | 1     | 0     | 21     | 0      |
| 2023/24                      | VV DOVO            | Nederland      | Derde divisie A    | 17         | 0          | 1     | 0     | 18     | 0      |
| Carrièretotaal               | Carrièretotaal     | Carrièretotaal | Carrièretotaal     | 52         | 0          | 2     | 0     | 54     | 0      |
| Bijgewerkt op 7 januari 2024 |                    |                |                    |            |            |       |       |        |        |